# Wilby Wonderful
Pour plus de détails, voir Fiche technique et Distribution.
Wilby Wonderful est un film canadien réalisé par Daniel MacIvor (en) en 2004. En France, le film est sorti direct-to-video le 29 août 2007.

## Synopsis
Sur une petite île, les habitants gardent leurs secrets entre l'agent immobilier gay et dyslexique, l'officier de police obsédé et le gérant de vidéo-club suicidaire.

## Fiche technique
- Réalisation et scénario : Daniel McIvor
- Durée : 99 minutes
- Pays :  Canada
- Budget : 2 500 000 CAD
- Genre : Comédie dramatique
- Dates de sortie : 
  -  : 13 septembre 2004 (Festival du film de Toronto)
  -  : 29 août 2007 (première DVD)

## Distribution
- James Allodi : Dan Jarvis
- Callum Keith Rennie : Duck MacDonald
- Ellen Page : Emily Anderson
- Maury Chaykin : le maire Brent Fisher
- Paul Gross : Buddy French
- Rebecca Jenkins : Sandra Anderson
- Sandra Oh : Carol French
- Daniel MacIvor (en) : Stan Lastman